# Балтиморские бунты (1812)
Балтиморские бунты 1812 года (англ. 1812 Baltimore riots) —  беспорядки, которые произошли в июне и июле 1812 года в Балтиморе, штат Мэриленд. Они начались в ответ на серию антивоенных статей, написанных в федералистской газете Federal Republican Александром Конти Хэнсоном после того, как Соединённые Штаты объявили войну Великобритании в 1812 году.

## Предыстория
На президентских выборах в США в 1808 году кандидат от Демократическо-республиканской партии Джеймс Мэдисон победил в голосовании, став президентом Соединённых Штатов. Мэдисон получил подавляющее большинство голосов за пределами оплота федералистов в Новой Англии. В Мэриленде голоса разделились: девять голосов за Мэдисона и два голоса за кандидата от федералистов Чарльза Коутсуорта Пинкни.
18 июня 1812 года Мэдисон объявил войну Соединённому Королевству, тем самым начав Англо-американскую войну. Все члены конгрессмены-федералисты проголосовали против объявления войны.

## Беспорядки

### 22 июня
В ночь на 22 июня 1812 года, всего через четыре дня после объявления войны, негодующая толпа собралась у редакции газеты Federal Republican. Разъярённая критикой республиканской администрации, толпа разогнала всех работников и уничтожила печатные станки. Один из нападавших умер, когда попытался выбить окно на верхнем этаже и упал вместе с ним на улицу. Редактор газеты Александр Конти Хэнсон поклялся возобновить выпуск газеты, чтобы отстаивать свои права и противостоять угнетению.
Протестующие продолжали собираться в течение нескольких недель. Нападениям подвергались все, кто придерживался федералистских или пробританских взглядов.

### 27 июля
К 27 июля Александр Хэнсон восстановил работу Federal Republican в доме одного из её владельцев, мистера Вагнера. С ним работали ещё пятнадцать-двадцать человек, включая Джеймса Лингана и Генри Ли. Опасаясь, что может собраться ещё одна толпа, мужчины вооружились мушкетами, пистолетами и саблями.
Вскоре после восьми часов вечера снаружи собрались люди и начали бросать камни в дом, разбивая окна и выламывая ставни. Чтобы их отпугнуть, Генри Ли сделал предупредительные выстрелы над головами собравшихся, но безуспешно. Протестующие выломали входную дверь и попали под обстрел. Они схватили доктора Гейла, убив его. Насилие продолжалось всю ночь, в результате чего несколько человек были ранены.

### 28 июля
На следующий день, около восхода солнца, толпа притащила артиллерийское орудие и поставила его перед домом. Выстрелить им помешал прибывший мэр Эдвард Джонсон и другие чиновники. В конце концов, газетчиков убедили покинуть дом и под вооружённой охраной доставили в тюрьму Балтимора. Их вели по улицам под охраной из примерно пятидесяти пехотинцев и двадцати драгунов. Некоторые из мужчин получили ранения, когда протестующие, выстроившиеся вдоль улиц, бросали в них камни.
Работников редакции поместили в тюрьму без вооружённой охраны, несмотря на то, что мэр обещал её и заявил, что скорее лишится жизни, чем допустит, чтобы мужчинам причинили вред.
К ночи толпа, насчитывавшая, по слухам, около 300 человек, собралась у тюрьмы и почти мгновенно, без усилий, ворвалась внутрь, заставив мужчин поверить, что кто-то открыл дверь ключом. Александр Хэнсон и его люди попытались прорваться сквозь толпу, но безуспешно. Девять из них были избиты, в то время как других протестующие не узнали, и им удалось уйти невредимыми.
В редакторов втыкали перочинные ножи, а в глаза вливали горячий свечной жир. Джеймс Линган был убит, а Генри Ли тяжело ранен. Роберт Томпсон был вымазан дёгтем и обмазан перьями. В конце концов мужчин спас доктор Холл, который убедил толпу разойтись до утра. Холл и четверо других врачей оказали помощь раненым и реквизировали повозки, чтобы люди могли уехать.

## После беспорядков
Александр Хэнсон переехал в Джорджтаун, где продолжил без помех издавать свою газету. Он также продолжил политическую карьеру, будучи избранным федералистом на заседания Тринадцатого и Четырнадцатого Конгрессов, пока не ушёл в отставку в 1816 году. Затем Хэнсон был избран в Сенат в 1816 году, и оставался сенатором в плоть до своей смерти в своём поместье в Элкридже, штат Мэриленд. Он так и не оправился полностью от полученных травм.
Во время беспорядков Генри Ли получил серьёзные травмы, впоследствии испытывая постоянную физическую боль. Сначала он искал облегчение в более тёплом климате Вест-Индии, но когда его состояние не улучшилось, Ли попытался вернуться домой, но умер по дороге на острове Камберленд в Джорджии.
Джеймс Линган был похоронен в Джорджтауне. В похоронной процессии, которую возглавлял Джордж Вашингтон Парк Кастис,  участвовали некоторые из тех, кто выжил после нападения толпы. Через много лет останки  Лингана были перенесены на Арлингтонское национальное кладбище.